# Feldru
Feldru é uma comuna romena localizada no distrito de Bistrița-Năsăud, na região histórica da Transilvânia. A comuna possui uma área de 125.53 km² e sua população era de 7712 habitantes segundo o censo de 2007.